# چارلی کریست
چارلی کریست (انگلیسی: Charlie Crist؛ زادهٔ ۲۴ ژوئیهٔ ۱۹۵۶) سیاست‌مدار اهل ایالات متحده آمریکا و عضو مجلس نمایندگان ایالات متحده از فلوریدا است.